# Armáda Nového Zélandu
Armáda Nového Zélandu (maorsky: Ngāti Tūmatauenga, neboli „Kmen Boha války“, anglicky: New Zealand Army) představuje pozemní složku Obranných sil Nového Zélandu. K roku 2019 v armádě sloužilo 6 467 vojáků, z toho 4 655 aktivních (4 016 mužů a 639 žen) a 1 812 rezervistů.
Armáda svou historii odvozuje od domobrany evropských kolonistů a domorodých maorských jednotek. Ustavena byla právním aktem novozélandské legislativní rady v březnu 1845. První stálé jednotky koloniálních obranných sil vznikly na základě zákona z roku 1862. Moderní Armáda Nového Zélandu byla formálně zřízena armádním zákonem v roce 1950 transformací New Zealand Military Forces, jak se oficiálně jmenovala do konce druhé světové války. Pozornost se zaměřila na přípravu třetí expediční armády, pro potenciální konflikt se Sovětským svazem.
Novozélandské jednotky byly v průběhu 20. století přítomny na bojištích řady válečných konfliktů včetně druhé búrské války, jakožto vůbec první zahraniční mise, první a druhé světové války, Korejské války, Malajského povstání, Indonésko-malajsijské konfrontace a Vietnamské války.
Od 70. let dvacátého století se armáda začala zaměřovat na účast v mnohonárodnostních mírových sborech, prostřednictvím menších pozorovatelských misí, ale také přímo přispěla některými jednotkami ve válečných konfliktech spojenců. Novozélandští vojáci tak sloužili ve sboru INTERFET ve Východním Timoru, v první válce v Zálivu, Regionální asistenční misi na Šalomounových ostrovech, v operaci Mnohonárodnostních sil a pozorovatelů na Sinaji, v Rhodésii, Somálsku, Jižním Súdánu a Súdánu. Rovněž zasáhli do konfliktů na území Iráku a Afghánistánu.
Pod vládou Britské říše bojovaly novozélandské a australské jednotky také v rámci Australsko-novozélandského armádního sboru (ANZAC).

## Galerie

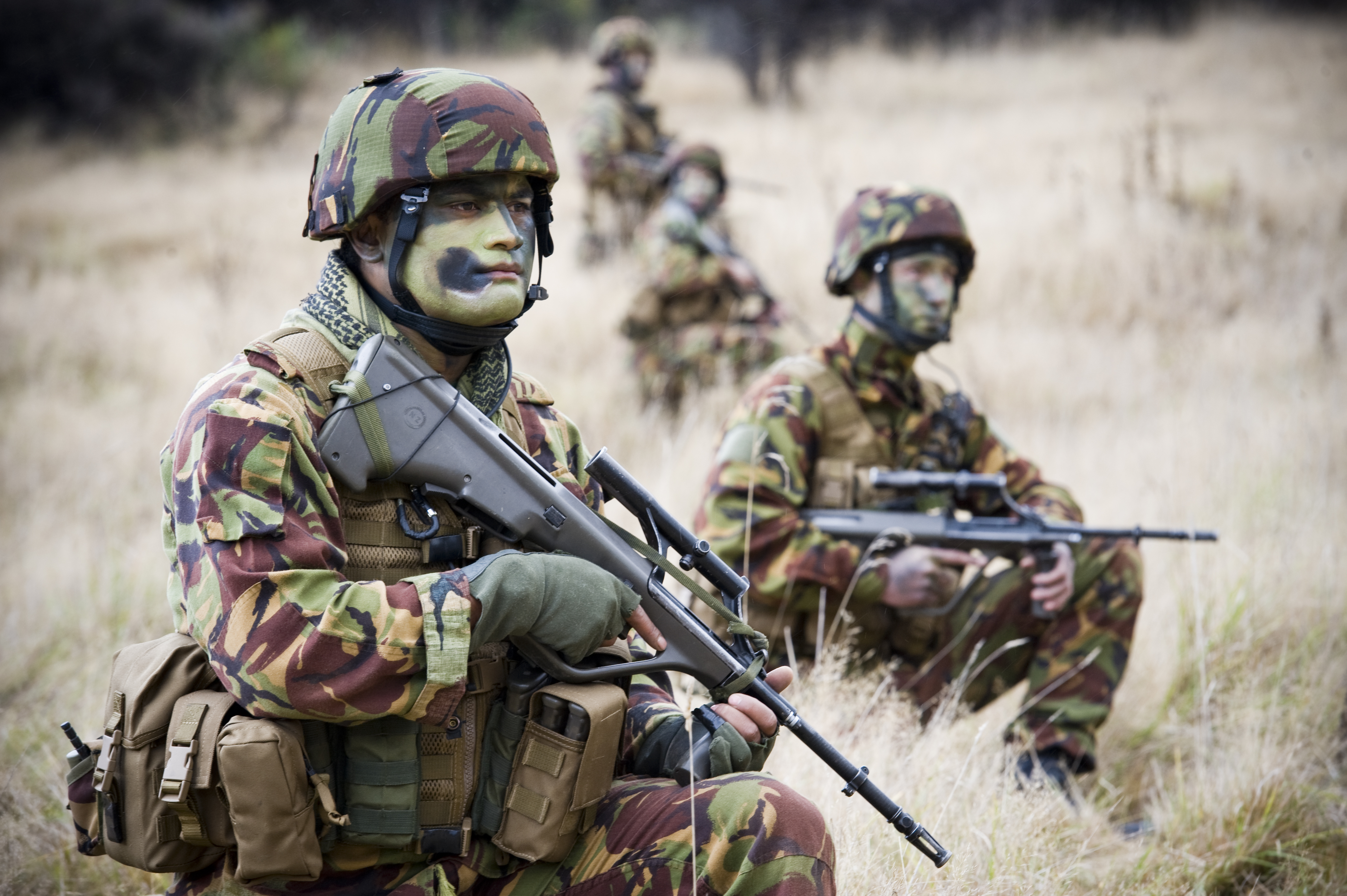
Vojáci při cvičení, 2011
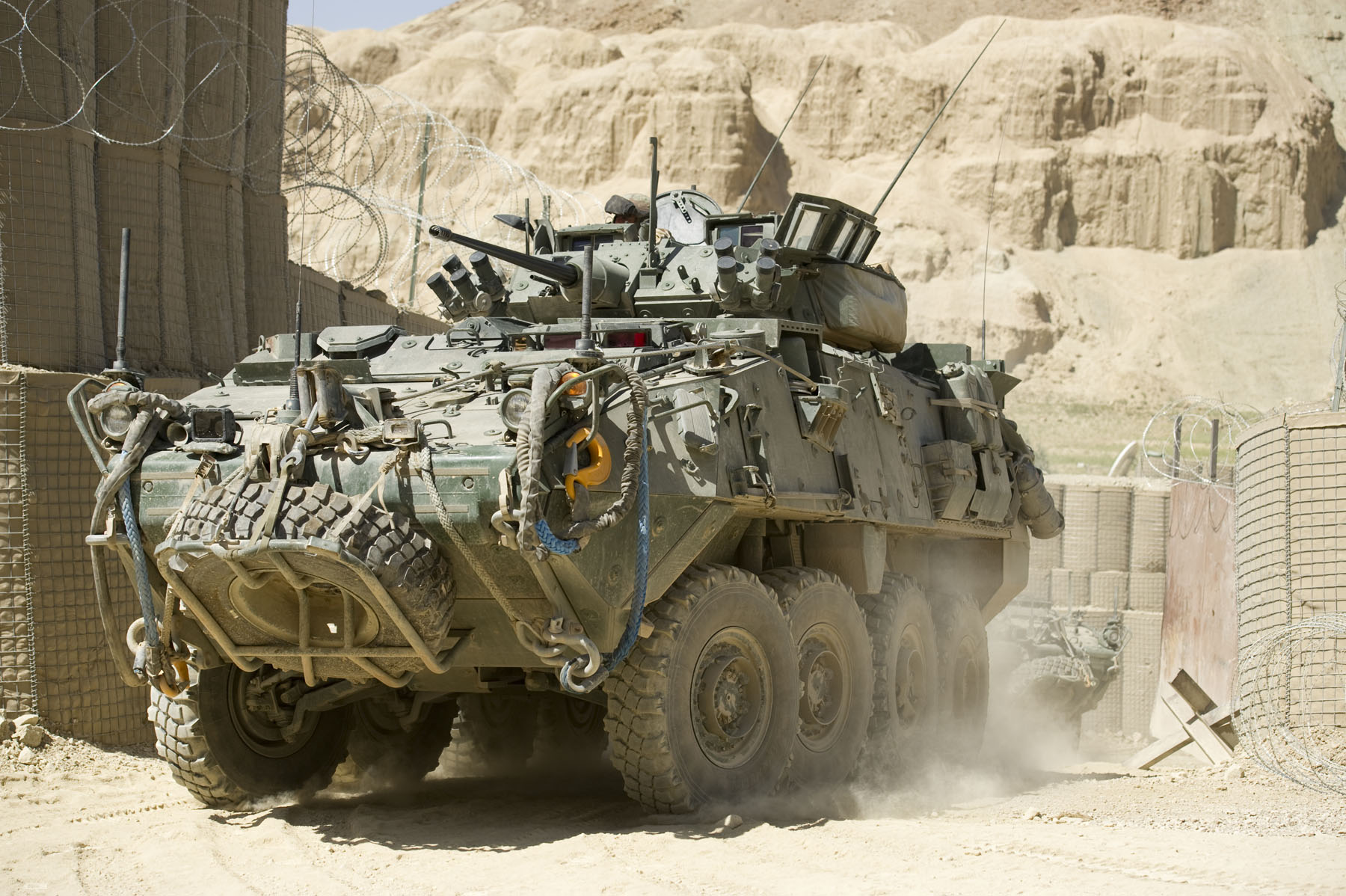
Obrněnec NZLAV v Afghánistánu